# Karangmelok
Karangmelok is een bestuurslaag in het regentschap Bondowoso van de provincie Oost-Java, Indonesië. Karangmelok telt 2700 inwoners (volkstelling 2010).